# Kooda
«Kooda» (стилизовано как KOODA) — песня, записанная американским рэпером 6ix9ine для его дебютного микстейпа Day 69 (2018). Она была выпущена 3 декабря 2017 года на лейбле ScumGang Records. Песня была написана самим 6ix9ine и спродюсирована Koncept P. Она достигла высшей позиции под номером 50 в американском чарте Billboard Hot 100.

## Предыстория и релиз
«Kooda» — второй сингл 6ix9ine с его дебютного микстейпа Day69 (2018). В песне имеются отсылки к Scum Gang Records, Ксанакс, Ruger, Fendi и прочее. Он дебютировал на 61 позиции в американском чарте Billboard Hot 100 на неделе 23 декабря 2017 года и достиг высшей позиции под номером 50.

## Музыкальное видео
На официальном канале WorldStarHipHop на YouTube состоялась премьера музыкального клипа песни. В нём демонстрируется Tekashi 6ix9ine на улицах района Бедфорд — Стайвесант в Бруклине с членами уличных банд Bloods и Crips, в том же духе, что и музыкальный клип «Gummo».

## Чарты

### Недельные чарты
| Чарт (2017–18)                        | Высшая позиция |
| ------------------------------------- | -------------- |
| Словакия (Singles Digitál Top 100)    | 95             |
| США Billboard Hot 100                 | 50             |
| США Hot R&B/Hip-Hop Songs (Billboard) | 29             |

### Годовые чарты
| Чарт (2018)                           | Позиция |
| ------------------------------------- | ------- |
| США Hot R&B/Hip-Hop Songs (Billboard) | 92      |

## Сертификации
| Регион                                                                      | Сертификация | Продажи   |
| --------------------------------------------------------------------------- | ------------ | --------- |
| США (RIAA)                                                                  | Платиновый   | 1 000 000 |
| Данные о продажах + прослушиваниях приведены только на основе сертификации. |              |           |